# Wizard (canción)
«Wizard» (en español «Mago») es un sencillo instrumental compuesto y producido por los DJ's y productores holandeses, Martin Garrix y Jay Hardway. Fue lanzado el 2 de diciembre de 2013 en iTunes por el sello Spinnin' Records. La canción ingreso al puesto #6 en Bélgica, el #7 en el Reino Unido, y el puesto #17 en los Países Bajos.

## Vídeo musical
El vídeo musical oficial fue estrenado el 19 de noviembre de 2013 y en él se muestran una serie de imágenes de presentaciones en vivo de Garrix y Hardway. Cuenta con más de 200 000 000 de reproducciones en Youtube.

## Lista de canciones
| Descarga digital |                       |          |  |
| N.º              | Título                | Duración |  |
| 1.               | «Wizard» (Radio Edit) | 3:22     |  |

| Descarga digital (EP) |                               |          |  |
| N.º                   | Título                        | Duración |  |
| 1.                    | «Wizard» (Original Mix)       | 4:41     |  |
| 2.                    | «Wizard» (Tchami Remix)       | 5:32     |  |
| 3.                    | «Wizard» (Mike Hawkins Remix) | 3:35     |  |
| 4.                    | «Wizard» (Yellow Claw Remix)  | 3:38     |  |
| 5.                    | «Wizard» (Tom & Jame Remix)   | 4:45     |  |

## Posicionamiento en listas y certificaciones
| Lista (2013–14)                       | Mejor posición |
| ------------------------------------- | -------------- |
| Alemania (Media Control AG)           | 30             |
| Austria (Ö3 Austria Top 40)           | 34             |
| Bélgica (Flandes) (Ultratop 50)       | 6              |
| Bélgica (Valonia) (Ultratop 50)       | 8              |
| Canadá (Hot 100)                      | 67             |
| Escocia (The Official Charts Company) | 4              |
| Estados Unidos (Hot Dance Club Songs) | 37             |
| Finlandia (OFC)                       | 10             |
| Francia (SNEP)                        | 31             |
| Irlanda (IRMA)                        | 26             |
| Países Bajos (Dutch Top 40)           | 13             |
| Polonia (Polish Airplay Top 100)      | 18             |
| Reino Unido (UK Singles Chart)        | 7              |
| Reino Unido (UK Dance Chart)          | 4              |
| Suecia (Sverigetopplistan)            | 21             |
| Suiza (Schweizer Hitparade)           | 29             |

| País   | Organismo certificador | Certificación | Ventas | Ref.   |
| ------ | ---------------------- | ------------- | ------ | ------ |
| Suecia | IFPI Suecia            | Oro           | 20 000 | [ 18 ] |

## Historial de lanzamientos
| Región       | Fecha                  | Formato          | Discográfica     |
| ------------ | ---------------------- | ---------------- | ---------------- |
| Países Bajos | 2 de diciembre de 2013 | Descarga digital | Spinnin' Records |
| Reino Unido  | 21 de marzo de 2014    | Descarga digital | Spinnin' Records |